# Menhir de la Haute-Pierre
Le menhir de la Haute-Pierre est un menhir situé au lieu-dit du Feu Lambert, à Champeaux, dans le département français d'Ille-et-Vilaine.

## Protection
Il a été inscrit monument historique par arrêté du 28 mai 1980.

## Caractéristiques
Le menhir se situe dans un champ, au-dessus d'un vallon, à 2 km au sud-est du bourg de Champeaux, et à 500 m au nord-ouest du barrage de la Cantache entre les lieux-dits du Feu-Lambert et des Vallons.
Le mégalithe a une forme vaguement rectangulaire. C'est un bloc de quartzite de 4,07 m de hauteur, qui atteint 1,85 m à la base dans sa plus grande largeur. « C'est un tronc de pyramide oblique à quatre faces, surmonté d'une sorte de calotte sphérique déformée par le temps. (...)».
Sur le site, il est isolé, mais il est aligné avec deux autres menhirs se dressant sur la commune de Pocé-les-Bois, à Villaumur et le second, dit la Pierre Blanche, à l'Égallerie.

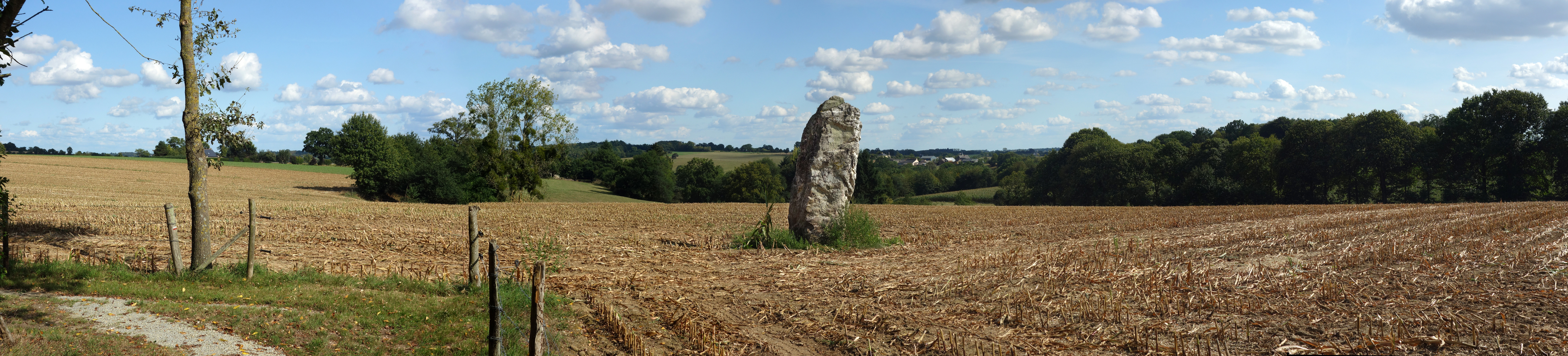
Un panoramique permettant de situer le mégalithe dans son environnement.